# Mentzelia arborescens
Mentzelia arborescens är en brännreveväxtart som beskrevs av Urban och Gilg. Mentzelia arborescens ingår i släktet Mentzelia och familjen brännreveväxter. Inga underarter finns listade i Catalogue of Life.